# تيليولي
تيليولي (بالإيطالية: Tigliole)‏ هي بلدة وبلدية في مقاطعة أستي في إقليم بييمونتي في جنوب إيطاليا.

## السكان
في سنة 1861 بلغ عدد السكان 2٬649 نسمة، وتطور العدد ليصل في سنة 2011 لـ 1٬734 نسمة.
يظهر هذا المخطط البياني تطور النمو السكاني لـ تيليولي